# Always In Between
Always In Between – drugi album studyjny brytyjskiej piosenkarki i autorki tekstów Jess Glynne, który został wydany 12 października 2018 roku nakładem wytwórni Atlantic Records.
29 czerwca 2018 Glynne ujawniła wszystkie informacje o krążku, oraz datach kolejnej, światowej trasy koncertowej w których znajduje się również Polska, gdzie artystka wystąpiła po raz pierwszy w warszawskim klubie Progresja 9 marca 2019 roku. Materiał do tej pory wydał trzy single – "I'll Be There", "All I Am" oraz "Thursday". Pierwszy z nich, wydany 4 maja 2018 roku znalazł się na szczycie listy UK Singles Chart. Drugi, wypuszczony 17 sierpnia zdobył najwyższą siódmą pozycję. Natomiast trzeci, udostępniony dzień przed premierą albumu, osiągnął trzecią pozycję. To pierwszy projekt Glynne od trzech lat po wydaniu debiutanckiej płyty, I Cry When I Laugh.

## Lista utworów
| Edycja standardowa | Edycja standardowa | Edycja standardowa |
| Nr                 | Tytuł utworu       | Długość            |
| ------------------ | ------------------ | ------------------ |
| 1.                 | „Intro”            | 1:38               |
| 2.                 | „No One”           | 3:39               |
| 3.                 | „I'll Be There”    | 3:14               |
| 4.                 | „Thursday”         | 3:34               |
| 5.                 | „All I Am”         | 3:39               |
| 6.                 | „123”              | 3:10               |
| 7.                 | „Never Let Me Go”  | 3:28               |
| 8.                 | „Broken”           | 3:37               |
| 9.                 | „Hate/Love”        | 4:28               |
| 10.                | „Won't Say No”     | 3:05               |
| 11.                | „Rollin”           | 3:38               |
| 12.                | „Nevermind”        | 3:42               |
|                    |                    | 40:52              |